# 国立病院機構高松医療センター
独立行政法人国立病院機構高松医療センター（どくりつぎょうせいほうじんこくりつびょういんきこうたかまついりょうセンター）は、香川県高松市にある医療機関。独立行政法人国立病院機構が運営する病院である。政策医療における神経・筋疾患、呼吸器疾患（結核含む）、骨・運動器疾患の専門医療施設である。旧国立療養所高松病院、独立行政法人国立病院機構高松東病院。香川県内でALS治療に最も特化した病院である。

## 沿革
- 1947年4月1日 - 日本医療団高松療養所が厚生省に移管、国立高松療養所として発足[1]。
- 1974年4月 - 国立療養所高松病院に改称。
- 2001年1月6日 - 厚生労働省に移管。
- 2004年4月1日 - 独立行政法人国立病院機構発足に伴い、独立行政法人国立病院機構高松東病院に改称。
- 2008年4月1日 - 現名称に改称。
- 2018年4月1日 - 医療棟を一般220床、結核20床へ変更。

## 診療科
- 循環器科
- 消化器科
- 呼吸器科
- 神経内科
- 内科
- 整形外科
- リハビリテーション科

## 医療機関の指定等
- 保険医療機関
- 労災保険指定医療機関
- 指定自立支援医療機関（更生医療）
- 身体障害者福祉法指定医の配置されている医療機関
- 生活保護法指定医療機関
- 結核指定医療機関
- 戦傷病者特別援護法指定医療機関
- 原子爆弾被害者一般疾病医療取扱医療機関
- 第二種感染症指定医療機関
- 臨床研修指定病院
- 特定疾患治療研究事業委託医療機関

## 交通アクセス
- JR四国予讃線・高徳線高松駅・高松琴平電気鉄道瓦町駅よりことでんバス大学病院・ことでん高田駅行（75）で高松医療センター下車。